# 黄薪
黄薪（1969年—），中国四川省绵阳创能科技有限公司的董事长。她生长在梨园世家，从小学习川剧，并参加过电视剧演出。自称“个子小小、小腿粗粗、胸部平平”的黄薪以36岁的年龄参加2005年大众歌手选拔赛“超级女声”，其反偶像的表演方式引发了巨大的反响。因她着火红的服装参加比赛，人称“红衣教主”。后在成都唱区“20进10”的淘汰赛中主动退出。
大陆的部分媒体将其与芙蓉姐姐、木子美并称“网络三大烈女”。

## 出演作品
- 《王保长外传》（2002年）
- 《初恋情人》（2005年）

## 相关评论
黄薪的反偶像表演方式引起强烈反响，在互聯網和其他媒体出现大量关于她的评论，观众也迅速分化成两派。

### 正面
- 坦率、大方，用她的快乐激情和真诚感染了无数观众。

### 反面
- 恶搞，哗众取宠，破坏了比赛的公平。

## 參看
- 程菊花
- 中国大陆网络事件